# Minnesota State Mavericks
Los Minnesota State Mavericks (Aventureros de la Estatal de Minesota) es el equipo deportivo que representa a la Universidad Estatal de Minnesota, ubicada en Mankato, Minnesota, en la NCAA Division II como miembro de la Northern Sun Intercollegiate Conference (NSIC) desde 2009 excepto en hockey sobre hielo en la que ambos equipos juegan en la NCAA Division I como parte de la Central Collegiate Hockey Association (CCHA) en masculino y la Western Collegiate Hockey Association (WCHA) en femenino. Cuenta con 18 equipos deportivos actualmente.
La universidad ha ganado 6 títulos nacionales por equipo y 49 campeonatos nacionales individuales hasta 2016. The combined teams have won the NSIC US Bank All-Sports Award 4 times. Desde 1993 los Mavericks han ganado la mayoría de los campeonatos nacionales entre las 16 universidades que forman parte de la Northern Sun Conference. Los Mavericks también han participado en la Division II Learfield Sports Directors’ Cup.

## Deportes

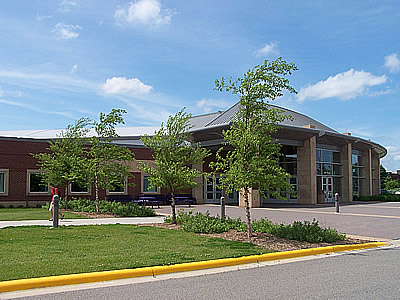
El Taylor Center inaugurado en 2000.

| Masculino                                              | Femenino            |
| ------------------------------------------------------ | ------------------- |
| Béisbol                                                | Baloncesto          |
| Baloncesto                                             | Cross country       |
| Cross country                                          | Golf                |
| Fútbol americano                                       | Hockey sobre hielo  |
| Golf                                                   | Fútbol              |
| Hockey sobre hielo                                     | Softbol             |
| Atletismo†                                             | Natación y Clavados |
| Lucha                                                  | Tenis               |
|                                                        | Atletismo †         |
|                                                        | Voleibol            |
| † – Atletismo también incluye la modalidad bajo techo. |                     |

### Béisbol
El equipo ha clasificado a la College World Series en 2010, 2012, 2013 y 2014. Entre 2011-2014 han terminado con un porcentaje de victorias de 0.750 o superior. Los Mavericks fueron finalistas de la Division II Baseball World Series en 2013 con jugadores como el lanzador Jason Hoppe quien estuvo 55 1/3 sin recibir carreras y el lanzador derecho Harvey Martin nombrado lanzador del año por Rawlings/ABCA, Daktronics y la NCBWA y nombrado al primer equipo All-American. Martin tuvo marca de 9-1 y un promedio de carreras permitidas de 2.06 como sénior. En 2013 perdieron la final ante Tampa. 

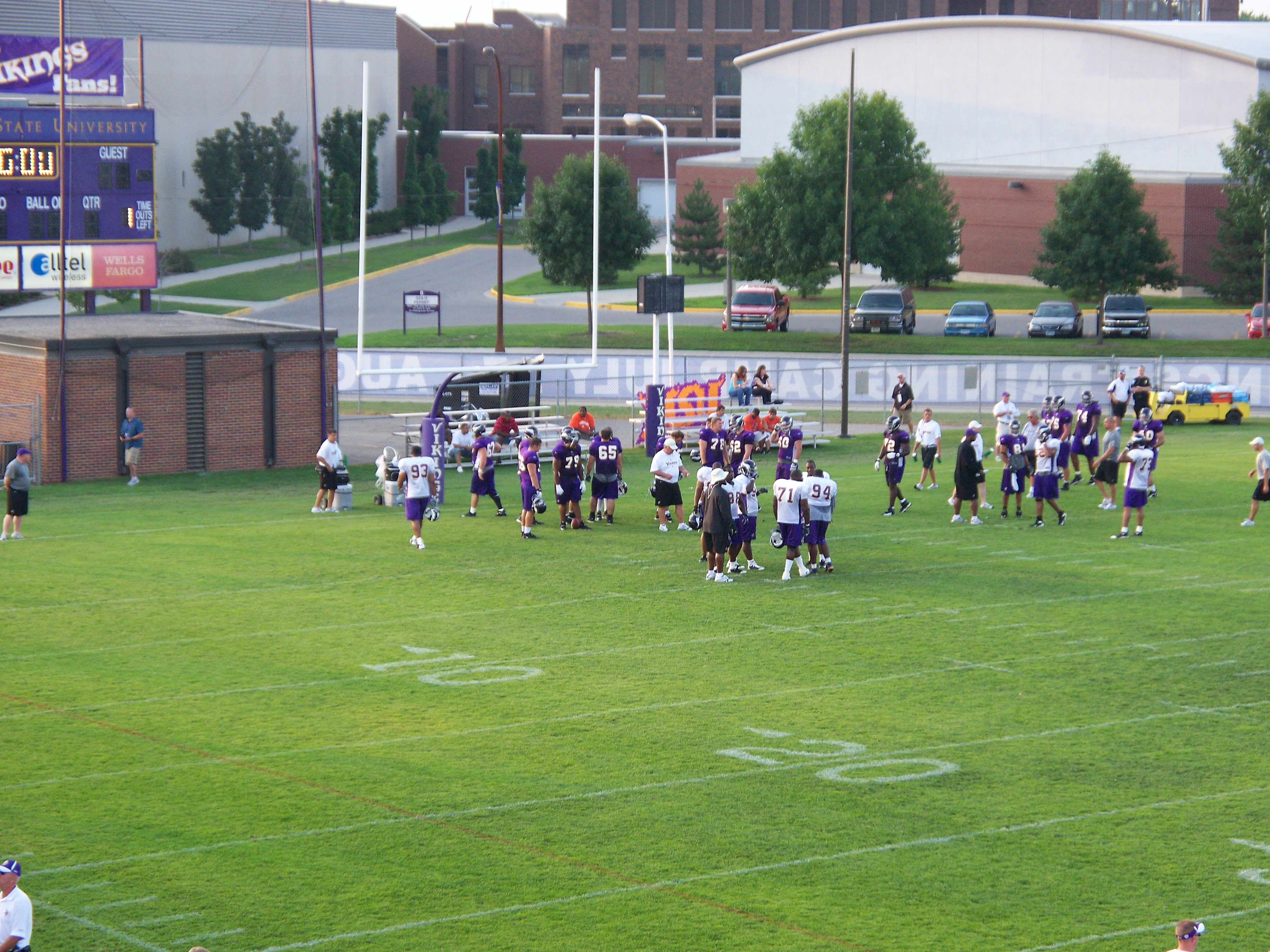
El campamento de entrenamiento de 2008 de los Minnesota Vikings en el Blakeslee Stadium.

### Fútbol Americano
Su actual entrenador en jefe es Todd Hoffner, quien ha clasificado a Minnesota State al NCAA playoff en 2008, 2009, 2014, 2015, 2017, 2018 & 2019, incluyendo las finales del NCAA National Championship en 2014 y 2019.
Minnesota State ha tenido jugadores en la NFL como el wide receiver Adam Thielen, el offensive lineman Chris Reed y el tight end Bob Bruer.

### Baloncesto

#### Masculino
Los Mavericks perdieron la final de 1947 del NAIA Division I ante Marshall Thundering Heard por 73 a 59. A Minnesota State lo entrena Matt Margenthaler, el entrenador más ganador en la historia de la universidad graduado de Western Illinois en 1991 y tiene a los Mavericks con una marca de 330-133 con un porcentaje de victorias de .713, siete títulos de conferencia y 11 apariciones en el torneo de la NCAA en 15 temporadas.

#### Femenino
En 2009 ganaron el campeonato nacional de la NCAA Division II por 103–94 ante Franklin Pierce Ravens en San Antonio, Texas. El marcador combinado (197 puntos) es un récord en el torneo nacional.

### Hockey Sobre Hielo

#### Masculino
Minnesota State juega en la Division I y antes de 1996 jugaba en la NCAA Division II, y en ese tiempo ganó el NCAA Division II National Championship en 1980 venciendo a Elmira Soaring Eagles en la final 5-2. Los Mavericks llegaron por primera vez al NCAA Division I Tournament en 2002–03. Perdieron ante el eventual campeón regional del este Cornell University 5–2 en la primera ronda.
Algunos jugadores han llegado a la NHL como Ryan Carter (Anaheim/Carolina/Minnesota), Steve Wagner (St. Louis/Pittsburgh), David Backes (St. Louis), Tim Jackman (Columbus/Phoenix/Los Angeles/New York Islanders/Calgary), Grant Stevenson (San José) y Jon Kalinski (Philadelphia). Carter fue el primer egresado de los Mavericks en ganar la Stanley Cup como parte de los Anaheim Ducks.
David Backes fue el primer jugador proveniente de los Mavericks en formar parte del equipo olímpico de los Estados Unidos que ganó la medalla de plata en la edición de 2010.

### Softbol
Por varios años lo entrenó Lori Meyer, miembro del salón de la fama que estuvo con los Mavericks desde 1985. Con Meyer Minnesota State ganó el campeonato nacional de DII (2017), tres títulos de conferencia (1987, 1989, 2007) y cuatro títulos de la Northern Sun Intercollegiate Conference (2012, 2013, 2014, 2016), y llegaron en 13 ocasiones al NCAA Division II National Tournament (1987, 1989, 1995, 1997, 2007, 2008, 2009, 2010, 2011, 2012, 2013, 2014, 2016) y dos veces al NCAA Championships (1987 y 2011). Minnesota State jugó una vez el Women's College World Series en 1975.

### Atletismo
La saltadora Júnior Katelin Rains ganó su segundo NCAA Division II indoor pole vault championship y fue nombrada USTFCCCA National Field Athlete of the Year. En 2010, la sénior Denise Mokaya ganó la Division II Indoor NCAA National Championship en la prueba de 800m, con un registro de 1:51.41

## Campeonatos Nacionales

### Equipos
| Asociación | División        | Deporte                          | Año  | Rival              | Resultado   |
| ---------- | --------------- | -------------------------------- | ---- | ------------------ | ----------- |
| NCAA (5)   | Division II (5) | Baloncesto Femenil (1)           | 2009 | Franklin Pierce    | 103–94      |
| NCAA (5)   | Division II (5) | Cross Country Masculino (1)      | 1988 | South Dakota State | 77–98 (-21) |
| NCAA (5)   | Division II (5) | Hockey sobre hielo masculino (1) | 1980 | Elmira             | 5–2         |
| NCAA (5)   | Division II (5) | Softbol (1)                      | 2017 | Angelo State       | 2–0         |
| NCAA (5)   | Division II (5) | Lucha (1)                        | 1965 | Cal State Poly     | 57–54 (+3)  |